# Peverano
Peverano è una frazione del comune di Roppolo, in provincia di Biella, Piemonte.

## Geografia fisica
Il paese è situato a circa 1,5 chilometri dal capoluogo comunale; confina con la vicina frazione Prelle di Salussola e con frazione Bertignano di Viverone.
Nella borgata risiedono circa 20 abitanti, che aumentano sensibilmente durante il periodo estivo. L'area è prevalentemente boschiva, e gode di un microclima fresco e asciutto d'estate e con temperature leggermente più miti d'inverno rispetto alla pianura.

## Archeologia e storia

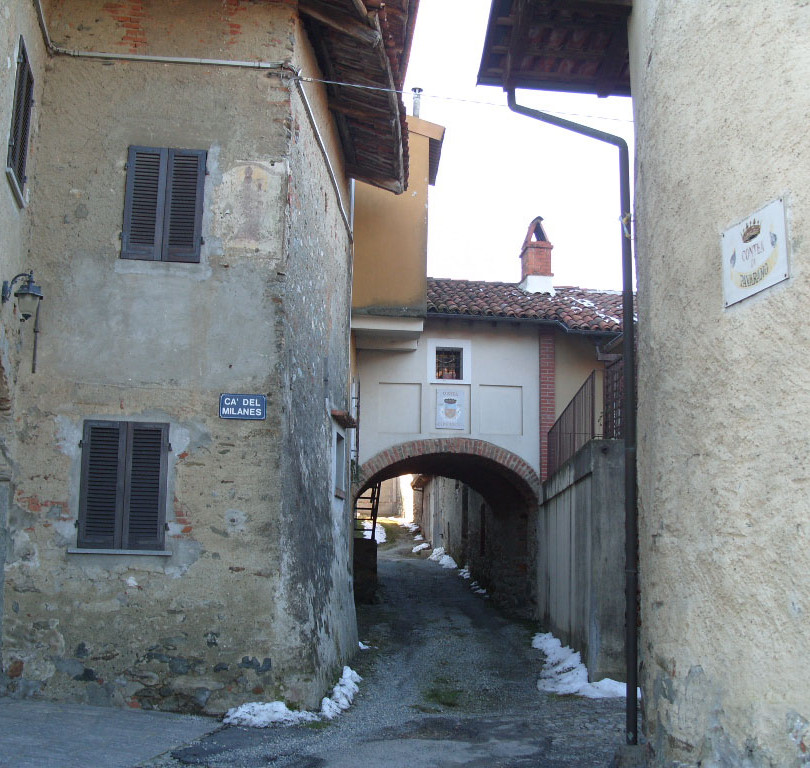
Il ricetto

In località San Lorenzo, verso l'area boschiva del Monte Orsetto, si possono trovare innumerevoli reperti archeologici quali incisioni rupestri, massi erratici e il suggestivo Roc dla Regina, una pietra singolare e incavata su ampia base litica, identificata come tomba di un'antica regina celtica.
Nel Medioevo la frazione fu chiamata "Contea di Pavarano" e venne a trovarsi sul percorso della storica Via Francigena. Nel piccolo centro abitato ebbe sede un ricetto per dare rifugio alla popolazione in caso di necessità.

## Galleria d'immagini

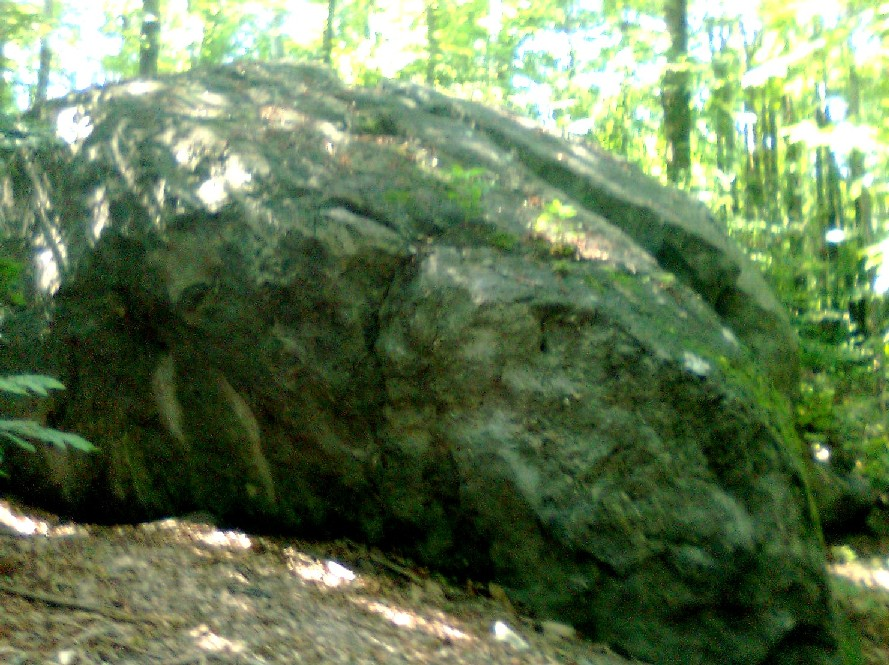
La pera Pichera
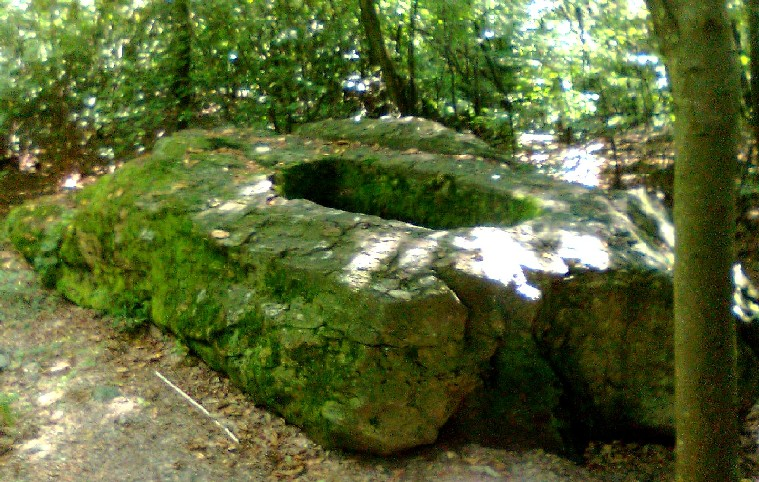
Il roc della Regina